# Hovedkvarter
Hovedkvarter, hovedkontor eller hovedsæde er typisk et militært hovedkvarter eller en virksomheds hovedkvarter – f.eks Googles Googleplex.
Et hovedkvarter rummer den øverste ledelse.
Et militært hovedkvarter består af de øverstbefalende, mens en virksomheds hovedkvarter består af direktionen og evt. vigtige afdelinger som finans, markedsføring etc.
Det behøver ikke være en bestemt bygning eller sted, som det typisk er, især når det er en virksomhed. En virksomheds hovedkvarter kan være og er ofte et vartegn som  BMW's hovedkvarter i München, som er udformet som fire cylindre, der symboliserer en motor.